# 카와시마 다리아
카와시마 다리아(일본어: 川島 だりあ, 1967년 3월 21일 ~ )는 일본의 여성 음악가이다. 빙에 소속되어 있으며, 작사가, 작곡가, 가수로 활동하고 있다. 사가미하라시 출신이다.
그녀의 오빠는 밴드 활동을 했으며, 그 영향으로 어린 시절부터 음악에 관심을 가졌다. 1983년 CBS 소니 주최의 "틴즈 팝"이라는 오디션을 받은 레코드사에 스카웃되었다. 1986년 카와시마 미키(川島みき)라는 이름을 사용했으며, 데뷔 싱글 〈Silk의 입술〉로 데뷔했다. 1988년 싱글 〈신데렐라들의 우울〉, 〈Morning Side〉를 발표했으며, 같은해 카와시마 미키(川嶋みき)로 이름을 바꿨다. 1989년, 〈Winding Road〉라는 이름의 싱글을 냈으며, 川嶋みき로 낸 유일한 싱글이다.
1991년에 이르면 현재의 활동명인 카와시마 다리아로 이름을 바꿨고, 싱글 〈Shiny Day〉로 데뷔하게 된다. 이 곡은 오츠카 제약의 포카리 스웨트 광고에 사용되었다. 이듬해의 애니메이션 《미소녀전사 세일러문》의 주제가인 〈문라이트 전설〉에 코모로 테츠야(小諸鉄矢)라는 이름으로 작곡에 참여했다.
1993년 녹음을 같이 했었던 쿠라타 후유키 등과 함께 밴드 FEEL SO BAD (FSB)를 결성했으며, 2001년까지 이 밴드에서 각각 수십장에 달하는 싱글과 정규 음반을 발표했다. 이 밴드는 2001년에 활동을 중단하나, 카와시마와 드러머 야마구치의 요청으로 2005년부터 활동을 조금 더 이어갔다.